# Ironman Wales
Der Ironman Wales ist eine seit 2011 ausgetragene Triathlon-Sportveranstaltung über die Ironman-Distanz (3,86 km Schwimmen, 180,2 km Radfahren und 42,195 km Laufen) in Tenby im walisischen Pembrokeshire im Vereinigten Königreich.

## Organisation

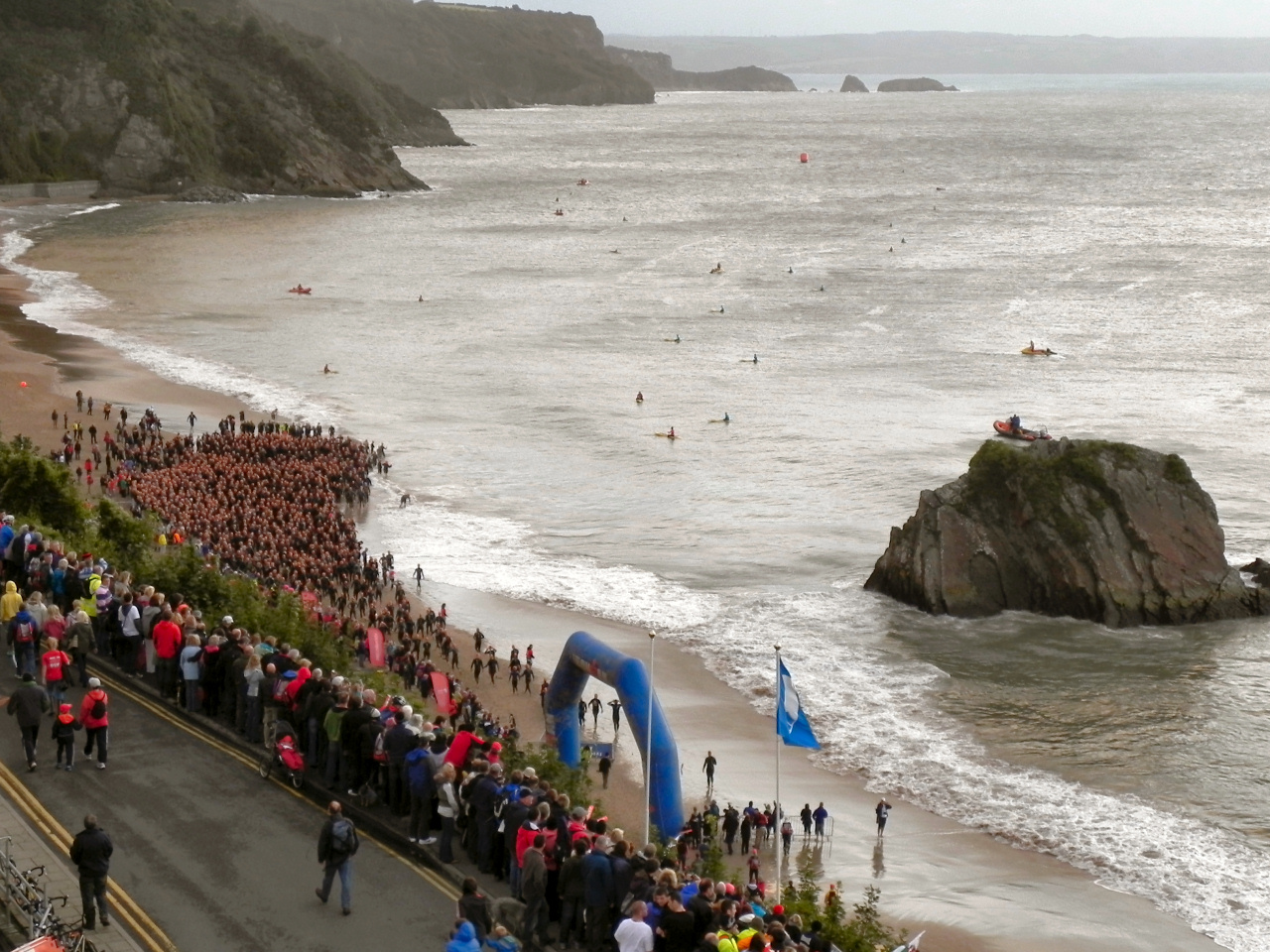
Schwimmstart beim Ironman Wales 2011 am North Beach von Tenby

Der Ironman Wales ist Teil der Ironman-Weltserie der World Triathlon Corporation (WTC).
Bei der Erstaustragung am 11. September 2011 waren knapp 1300 Athleten am Start.
Amateure können sich beim Ironman Wales über vierzig auf die einzelnen Altersklassen verteilte Qualifikationsplätze für den ebenfalls von der WTC veranstalteten Ironman Hawaii (Ironman World Championships) des jeweiligen Folgejahres qualifizieren. Für Profi-Triathleten, die sich über das Kona Pro Ranking System für Hawaii qualifizieren können, sind hier insgesamt 25.000 US-Dollar Preisgeld ausgeschrieben.
Der Streckenrekord bei den Frauen wird seit 2019 gehalten von der Britin Simone Mitchell mit ihrer Siegerzeit von 9:41:52 Stunden.
2020 und erneut 2021 wurde die Austragung im Rahmen der Corona-Pandemie abgesagt.
Bei der zehnten Austragung 2022 stellte der Brite Joe Skipper mit seiner Siegerzeit von 8:35:49 h einen neuen Streckenrekord ein; bei den Frauen waren keine Profis am Start.
Das nächste Rennen ist hier am 21. September 2025.

### Streckenführung
- Die Schwimmdistanz verläuft in Carmarthen Bay am Strand der Stadt Tenby. Die Sportler schwimmen zwei Runden auf einem 1,9-km-Rundkurs mit Landgang nach der ersten Runde.
- Die wellige Radstrecke über 180,2 km mit 2500 hm geht in einer Runde durch das Gebiet von Pembrokeshire und endet wieder an ihrem Startpunkt.
- Von dort geht die Marathondistanz über vier Runden auf einem 10,5-km-Kurs durch die Stadt Tenby sowie das nördliche Umland.

## Siegerliste

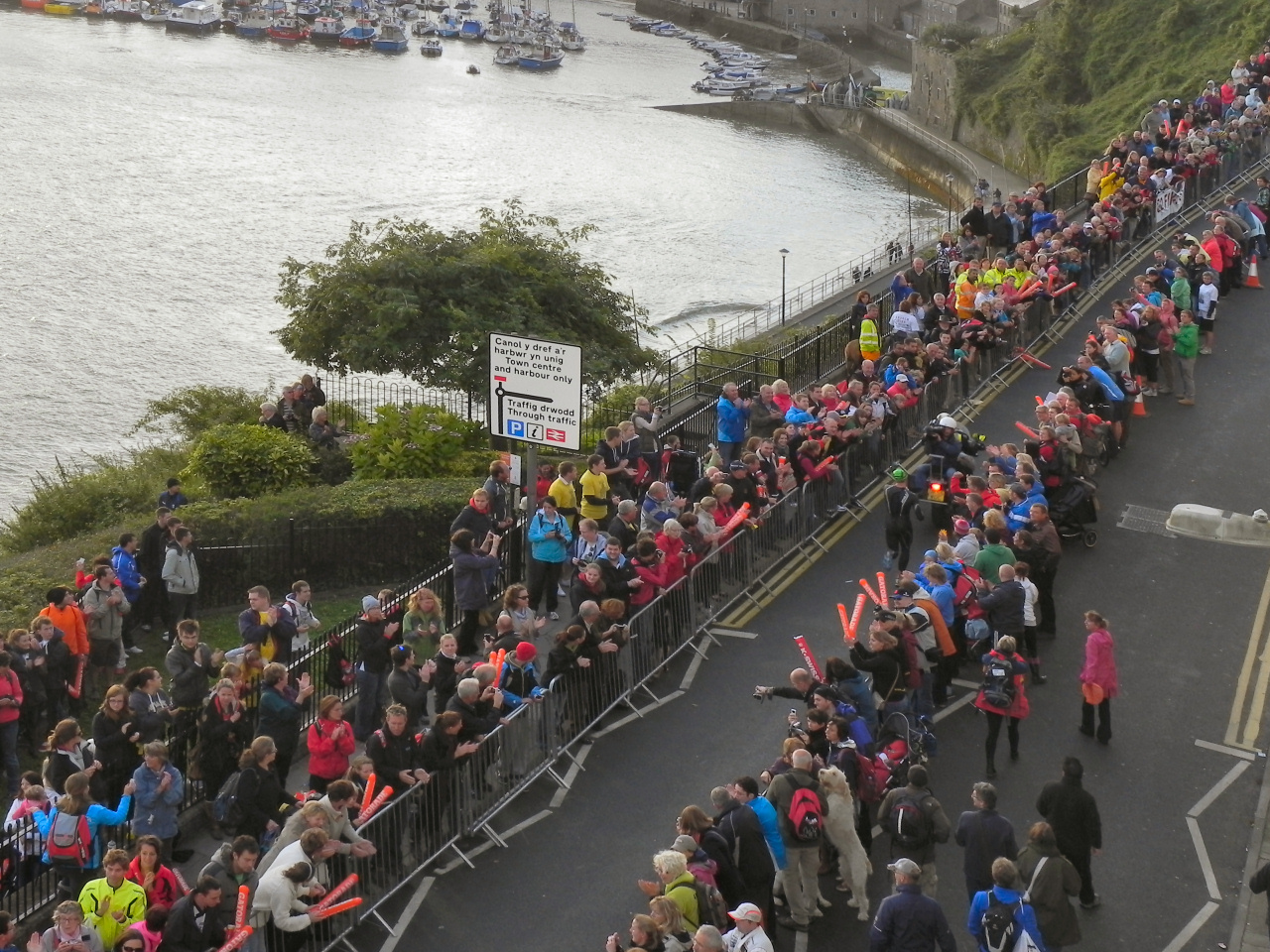
Wechsel vom Schwimmen zur Raddistanz beim Ironman Wales 2011

| N ° | Datum/Jahr    | Männer            | Männer              | Männer                     | Frauen               | Frauen              | Frauen           |
| N ° | Datum/Jahr    | Erster Platz      | Zweiter Platz       | Dritter Platz              | Erster Platz         | Zweiter Platz       | Dritter Platz    |
| --- | ------------- | ----------------- | ------------------- | -------------------------- | -------------------- | ------------------- | ---------------- |
| 13  | 21. Sep. 2025 |                   |                     |                            |                      |                     |                  |
| 12  | 22. Sep. 2024 | Pete Dyson        | Daniel Mcparland    | James Hall                 | Anna Lawson          | Rike Kubillus       | Jennifer Mcguire |
| 11  | 3. Sep. 2023  | Alexander Milne   | William Davey       | Lewis Eccleston            | Nikki Bartlett       | Heini Hartikainen   | Johanna Ahrens   |
| 10  | 11. Sep. 2022 | Joe Skipper (SR)  | Boris Stein         | Kevin Maurel               | Hannan Saitch        | Shawnie Lovatt      | Hannah Munday    |
| 09  | 15. Sep. 2019 | Arnaud Guilloux   | Maximilian Hammerle | Fabian Rahn                | Simone Mitchell (SR) | Manon Genêt         | Laura Siddall    |
| 08  | 9. Sep. 2019  | Matt Trautman -2- | Philip Graves       | Gustavo Rodriguez Iglesias | Lucy Gossage -3-     | Camilla Pedersen    | Nikki Bartlett   |
| 07  | 10. Sep. 2019 | Cameron Wurf      | Philip Graves       | Christian Kramer           | Lucy Gossage -2-     | Parys Edwards       | Kate Comber      |
| 06  | 18. Sep. 2016 | Marc Dülsen       | Philip Graves       | Nick Baldwin               | Darbi Roberts        | Jeanne Collonge     | Nikki Bartlett   |
| 05  | 13. Sep. 2015 | Jesse Thomas      | Andrej Vištica      | Markus Thomschke           | Anja Beranek         | Tineke Van Den Berg | Katja Konschak   |
| 04  | 14. Sep. 2014 | Matt Trautman     | Fraser Cartmell     | Peru Alfaro San Ildefenso  | Amy Forshaw          | Julia Bohn          | Amy Ogden        |
| 03  | 8. Sep. 2013  | Scott Neyedli     | Marek Jaskolka      | Michael Göhner             | Lucy Gossage         | Regula Rohrbach     | Katja Konschak   |
| 02  | 16. Sep. 2012 | Sylvain Rota      | Daniel Niederreiter | Christian Ritter           | Regula Rohrbach      | Eimear Mullan       | Joanna Carritt   |
| 01  | 11. Sep. 2011 | Jérémy Jurkiewicz | Aaron Farlow        | Bruno Clerbout             | Kristin Möller       | Anja Ippach         | Imke Schiersch   |

(SR: Streckenrekord)